# Catarina Vaz Pinto
Catarina Marques de Almeida Vaz Pinto (nascida em 15 de junho de 1960 (64 anos))  é uma política portuguesa e esposa de António Guterres, ex-primeiro-ministro de Portugal e atual secretário-geral das Nações Unidas. Foi vereadora da Câmara Municipal de Lisboa entre 2009 e 2021, pelo PS, tendo assumido os pelouros da Cultura e Relações Internacionais. Entre 1997 e 2000, foi secretária de Estado da Cultura do XIII e XIV Governos Constitucionais, liderado por António Guterres, com quem viria a casar em 2001. Enquanto secretária de Estado da Cultura, foi acusada de atribuir subsídios, em situação de conflito de interesses, a anteriores entidades empregadoras e a uma instituição de que tinha sido fundadora. No entanto, foi ilibada pelo Tribunal de Contas de qualquer suspeita de ilegalidade.
Nascida em Goa, Vaz Pinto é licenciada em Direito pela Universidade Católica Portuguesa e pós-graduada em Estudos Europeus pelo Colégio da Europa. Vaz Pinto era Coordenadora Executiva do Programa Gulbenkian para Criatividade e Criação Artística / Fundação Calouste Gulbenkian e consultora da Quaternaire na área de projetos e políticas culturais. Foi diretora executiva e conferencista na pós-graduação em Gestão Cultural para Cidades no Instituto de Desenvolvimento de Gestão Empresarial e co-fundadora / diretora executiva da Associação Cultural Fórum Dança. Em 2016, recebeu a insígnia de Cavaleiro da Ordem das Artes e Letras do Governo da França.
É igualmente patrona do Fórum Internacional da Mulher.
Entre 2017 e 2023, integrou o Conselho de Administração da Fundação de Arte Moderna e Contemporânea – Coleção Berardo.